# Volim piti i ljubiti
Volim piti i ljubiti je peti studijski album hrvatskog glazbenika Siniše Vuce. Objavljen je 1998. u izdanju diskografske kuće Croatia Records.

## Popis pjesama
| Br. | Skladba                  | Trajanje |
| --- | ------------------------ | -------- |
| 1.  | »Volim piti i ljubiti«   | 3:25     |
| 2.  | »Pusti me da pijem«      | 3:18     |
| 3.  | »Podigla me iz pepela«   | 3:23     |
| 4.  | »Na vjenčanju tvome«     | 3:02     |
| 5.  | »Nijedna me htjela nije« | 2:58     |
| 6.  | »Pijanica«               | 3:03     |
| 7.  | »Rujna zora«             | 3:07     |
| 8.  | »Ima žena, nema broja«   | 3:24     |
| 9.  | »Nisi ti od jučer«       | 3:27     |
| 10. | »Mostarska«              | 3:55     |